# منتخب لاتفيا لكرة اليد
منتخب لاتفيا الوطني لكرة اليد (باللاتفية: Latvijas rokasbumbas izlase)‏ هو ممثل لاتفيا الرسمي في المنافسات الدولية في كرة اليد .